# Château de Las Bordes (Montdurausse)
Pour les articles homonymes, voir Château de Lasbordes.
Le château de Las Bordes ou château de Montdurausse est un château situé à Montdurausse, dans le Tarn (France). Il a appartenu aux familles de Voisins et d'Arpajon.

## Historique
Le château de Las Bordes est attesté au début du XVIIe siècle, après l'assassinat mystérieux le 2 juillet 1606 près de Salvagnac de son propriétaire, Jean-Jacques de Voisins, seigneur de Montdurausse, Salvagnac et Lasclottes, ainsi que vicomte de Monclar. En effet, il laisse un fils de douze ans, Louis de Voisins, et un inventaire des biens certainement dédié pour sa succession est établi le 10 août, dans lequel le château est cité. 

Blason de la famille d'Arpajon vers 1645

La seigneurie de Montdurausse, passe ensuite à la famille d'Arpajon, au milieu du siècle. Le château est très certainement aussi concerné par cette transaction : en tout cas, tout est tel qu'il revint à un moment ou un autre à cette famille puisque l'on trouve son blason gravé sur une porte. Ainsi, en 1672, Louis d'Arpajon obtient des consuls du village tout droit de justice. Puis sa descendante, Catherine d'Arpajon, vend le domaine à Gaspard Legendre, qui le revend lui-même en 1727 à Pierre de Lacombe, marquis de Monteil. Le fils de ce dernier l'octroie aux seigneurs de Saint-Urcisse, les frères de Boyer de Lacoste, le 11 décembre 1752. On peut aisément imaginer que le château suivit ces pérégrinations.
En 1993, la demeure reçoit le prix Paul Mérimée des Vieilles Maisons Françaises.

## Architecture
Le château de Las Bordes se présente sous la forme d'un pavillon de chasse entre les forêts de Grésigne et de Sivens. Construit en brique, il s'élève sur un étage, et est flanqué d'une tour de quinze mètres. Celle-ci a vu sa partie supérieure être transformée en pigeonnier, auquel on accède par un escalier en bois décoré datant du règne de Louis XIII. La façade s'ouvre par des galeries extérieures à arcades, au rez-de-chaussée et à l'étage.
L'intérieur se découpe en quatre salles majeures présentant des cheminées surmontée d'un arc en anse de panier, avec l'une d'elles gravée de la date 1677. Le blason de la famille d'Arpajon surmonte la clé de voûte de la porte d'entrée.